# Список заслуженных артистов Азербайджанской ССР
Список заслуженных артистов Азербайджанской ССР
Ниже приведён список заслуженных артистов Азербайджанской ССР по годам присвоения звания.

## 1920-е

### 1928
- Шарифзаде, Аббас-Мирза (1893—1938), актёр и режиссёр.

### 1929
- Пиримов, Гурбан Бахшали оглы (1880—1965), певец

## 1930-е

### 1933
- Дараблы, Рза (1883—1942), актёр и режиссёр.
- Мамедова, Шовкет Гасан кызы (1897—1981), оперная певица
- Ульви Раджаб (1903—1938), актёр театра.

### 1934
- Бюльбюль (1897—1961), оперный певец.

### 1936
- Мамедова, Азиза Абдульбаги кызы (1892—1961), актёр театра и кино.

### 1938
- Алекперов, Алескер Гаджи Ага оглы (1910—1963), актёр.

### 1939
- Келентерли, Явер (1902—1979), оперная певица, ханенде.

## 1940-е

### 1940
- Алмасзаде, Гамэр Гаджиага кызы (1915—2006), балерина
- Вронский, Вахтанг Иванович (1905—1988), балетмейстер[1]
- Дагестанлы, Исмаил (1907—1980), актёр театра и кино
- Зулалов, Али Абдул оглы (1893—1963), оперный певец[2]
- Мурадов, Гафлан Мамедрза оглы (1890—1970), актёр театра
- Османлы, Исмаил Осман оглы (1902—1978), актёр театра и кино[3]
- Салахлы, Ахмед Муса оглы (1897—1953), актёр театра
- Сарыев, Зульфугар Гусейн оглы (1883—1969), оперный певец

### 1943
- Абдуллаев, Алибаба Абдулла оглы (1915—1980), танцовщик и хореограф
- Курбанова, Окума Аббас кызы (1913—1988), актриса театра и кино
- Микаилов, Микаил Юсиф оглы (1903—1986), кинорежиссёр и сценарист
- Мустафаева, Сона Эйюб кызы (1916—1999), оперная певица
- Агаев, Алиага Исмаил оглы (1913—1983), актёр театра и кино[4]
- Топурия, Гамэр (1902—1947), актриса театра

### 1949
- Абдуллаев, Ислам Абдул оглы (1876—1964), певец.
- Мурадов, Мурад Мамедрза оглы (1884—1964), актёр.
- Шамхалов, Меджид Баба оглы (1907—1984), актёр.

## 1950-е

### 1955
- Векилова, Лейла Махат кызы (1927—1999), балерина

### 1956
- Асланова, Сона (1924—2011), оперная певица[5]
- Ахмедова, Франгиз Юсиф кызы (1928—2011), оперная певица[6]

### 1957
- Гусейн-заде, Алекпер (1884—1967), актёр[7]

### 1958
- Джаббарова, Рахиля Мухтар кызы (1922—2002), оперная певица

### 1959
- Бабаев, Керим Керимович (1912—1964), трубач[8]
- Зейналов, Мамед Мирзоевич (1917—1993), тромбонист[9]
- Иманов, Лютфияр Муслим оглы (1928—2008), оперный певец
- Искендеров, Алекпер Мирзоевич (1921—?), флейтист[10]
- Курбанов, Шамиль Гусейнович (1914—?), тромбонист[11]
- Оруджев, Мамед Мамедович (1920—1994), гобоист[12]

## 1960-е

### 1960
- Бадирова, Татьяна Багратовна (1922—2008), оперная певица
- Джанизаде, Мухлис Сабир оглы (1928—1972), актёр театра, кино и озвучивания, педагог
- Зейналова, Насиба Джангир кызы (1916—2004), актриса[13]
- Титаренко, Мария Сергеевна (1918—2002), оперная певица

### 1962
- Джафаров, Ибрагим Абдулович (1926—2005), оперный певец

### 1964
- Карадаглы, Айдын Чингиз оглы(1929—1980), диктор
- Магомаев, Муслим Магометович (1942—2008) — советский, азербайджанский и российский оперный и эстрадный певец (баритон), композитор.
- Пашаев, Энвер Керимович (р. 1922), валторнист[14]

## 1970-е

### 1970
- Ширалиева, Тамилла Худадат кызы (1946—2025) — балерина, педагог, балетмейстер.[15]

### 1972
- Бадалбейли, Фархад Шамсиевич (р. 1947), пианист[16]

### 1974
- Багиров Гаджибаба (1932—2006) — актёр[17]
- Зейналов, Эльданиз (1937—2001), актер[18]
- Мамедова, Назакет Али кызы (1944—1980), оперная певица
- Мамедова, Шафига Гашим кызы (р.1945), актриса[19]
- Ягиазаров, Гаджи Мурат (р.1939), актер[20]

### 1975
- Абдулрагимов, Гаджи-ага Гамбар-оглы (1911—1984), фаготист[21]
- Бакиханов, Талат (1927—2000), музыкант, игравший на кяманче, исполнитель мугама.

### 1976
- Алекперов, Шахмар Зульфугар оглы (1943—1992), актер[22]

### 1978
- Касимова, Фидан Экрем кызы (р.1947), оперная певица[23].

### 1979
- Александров, Константин Петрович (1923—1982), трубач[24]
- Рзазаде, Ялчын Имран оглы (1946—2021), эстрадный певец

## 1980-е

### 1982
- Бабаев, Рагим Садых-оглы (р. 1930), флейтист[25]
- Гулиев, Тофик Муталлиб-оглы (р. 1930), валторнист[26]
- Мамедов, Абдулгасан Агамамед оглы (1938—2003), актёр[27]
- Мирзоев, Михаил Эхтибар-оглы (р. 1922), тромбонист[28]
- Султанов, Фахри Насир-оглы, кларнетист и бирбинист[29]
- Фатуллаева, Вафа Нусрат кызы (1945—1987), актриса.

### 1987
- Омарова, Гамида Мамед кызы (р.1957), актриса[30].

### 1988
- Гасымов, Алим Хамза оглы (р.1957), певец.
- Александр Шаровский (р.1948), режиссёр.

## 1990-е

### 1991
- Агладзе Елена (р. 1959), артистка балета
- Агаугусейнов, Эльхан (1942—2009), актер театра и кино[31]

## Год присвоения звания не установлен
- Агуров, Евгений Николаевич (1898—1996), актер театра и кино[32]
- Григорян, Кнарик Аркадьевна (1909—1999), оперная певица (сопрано)[33]
- Махтулаев Мама (Сали-Сулейман) (1879—1966) — советский цирковой артист[34].
- Хадулаев, Мутай Хадулаевич (1940—2021) — Заслуженный артист Российской Федерации.